# Escuela Politécnica de Cáceres
La Escuela Politécnica de Cáceres es una escuela universitaria del Campus de Cáceres. Se encuentra localizada en la ciudad de Cáceres (España) y fue fundada en el año 1974. El centro oferta enseñanzas de pregrado y posgrado en ingeniería, arquitectura e informática.

## Información académica

### Organización
La Escuela Politécnica de Cáceres se estructura en doce departamentos, con sus correspondientes áreas de conocimiento:

#### Construcción
- Construcciones Arquitectónicas
- Ingeniería de la Construcción
- Ingeniería del Terreno
- Ingeniería e Infraestructura de Transportes
- Ingeniería Hidráulica

#### Derecho Público
- Derecho Administrativo

#### Economía
- Economía Aplicada

#### Economía Financiera y Contabilidad
- Economía Financiera y Contabilidad

#### Expresión Gráfica
- Expresión Gráfica Arquitectónica
- Ingeniería Cartográfica, Geodesia y Fotogrametría
- Proyectos de ingeniería

#### Física Aplicada
- Física Aplicada

#### Ingeniería Eléctrica, Electrónica y Automática
- Electrónica
- Ingeniería de Sistemas y Automática
- Ingeniería Eléctrica
- Tecnología Electrónica

#### Ingeniería de Sistemas Informáticos y Telemáticos
- Ingeniería Telemática
- Lenguajes y Sistemas Informáticos

#### Matemáticas
- Estadística e Investigación Operativa
- Matemática Aplicada

#### Producción Animal y Ciencia de los Alimentos
- Tecnología de los Alimentos

#### Química Orgánica e Inorgánica
- Química Orgánica

#### Tecnología de los Computadores y de las Comunicaciones
- Arquitectura y Tecnología de Computadores
- Teoría de la Señal y Comunicaciones

## Titulaciones ofertadas

### Grados[3]
- Doble grado en ADE / Ingeniería Informática En Ingeniería Del Software
- Doble grado en ADE / Ingeniería Informática En Ingeniería De Computadores
- Grado En Edificación
- Grado En Ingeniería Civil
- Grado En Ingeniería De Sonido E Imagen En Telecomunicación
- Grado En Ingeniería Informática En Ingeniería De Computadores
- Grado En Ingeniería Informática En Ingeniería Del Software

### Másteres[4]
- Máster Universitario En Ingeniería De Caminos, Canales Y Puertos
- Máster Universitario En Ingeniería De Telecomunicación
- Máster Universitario En Ingeniería Informática
- Máster Universitario En Investigación En Ingeniería Y Arquitectura
- Máster Universitario En Metodología Para La Modelización De La Información De La Construcción (building Information Modeling Bim) En El Desarrollo Colaborativo De Proyectos

## Tradiciones y cultura
La Escuela Politécnica de Cáceres organiza cada mes de mayo, en celebración de su patrón, diversas conferencias, proyecciones audiovisuales, catas gastronómicas y eventos deportivos. En el marco de esta celebración se incluyen la Feria Tecnológica SmartX y el festival de música Tecnicasound.